# Yuan Shao
Yuan Shao (154 – 202,) fue un general señor de la guerra que ocupó el norte de China antigua durante la guerra civil masiva hacia el final de la Dinastía Han Oriental y el comienzo de la era de los Tres Reinos. También fue el sobrino mayor (o medio hermano, dependiendo de las fuentes) de Yuan Shu, un señor de la guerra que controló la región del Río Huai, aunque ambos no tenían una buena relación entre ellos.
Yuan Shao es un personaje jugable en el juego de Koei:Dynasty Warriors.